# Académie russe des arts du théâtre
L'Académie russe des arts du théâtre (RATI, qui dorénavant est l'Université russe d'art théâtral - GITIS ou simplement GITIS Institut d'État d'art théâtral), établie à Moscou, est la plus ancienne et la plus grande école de théâtre de Russie.
L'école a été fondée en 1878. Désormais le GITIS est la seule académie de théâtre qui forme des étudiants à toutes les professions des arts théâtraux tout en assurant un enseignement universitaire traditionnel en arts et sciences humaines. Les huit facultés de l'école accueillent annuellement 1 500 étudiants russes et étrangers.
L'enseignement est basé sur une recherche d'harmonie entre les systèmes élaborés par Constantin Stanislavski et Michel Tchekhov.

## Anciens élèves
- Māris Liepa, danseur et chorégraphe
- Alla Pougatcheva, chanteuse et actrice
- Larisa Sinelshchikova, directeur des médias, producteur
- Mark Zakharov, réalisateur, scénariste
- Andreï Zviaguintsev, réalisateur
- Gioulli Moubarïakova, metteuse en scène et actrice
- Irina Brjevskaïa, soprano
- Mikhail Panyukov, acteur
- Valery Zolotoukhine, acteur
- Evguéni Tkatchouk, acteur, scénariste, réalisateur
- Alexandre Pal, acteur
- Adil Isgandarov, acteur et metteur en scène
- Olga Lioubimova, ministre russe de la Culture (2020)